# Île Boishébert
L'île Boishébert ou Beaubears est un lieu historique national du Canada située dans la rivière Miramichi, à l'est du Nouveau-Brunswick. Son nom officiel est Lieux historiques nationaux du Canada de Boishébert et du Chantier-naval-de-l'Île-Beaubears, J. Leonard O'Brien Memorial.
Le site célèbre un chantier naval, le seul site archéologique encore intact qui représente l'importance nationale de la construction de navires en bois au Nouveau-Brunswick durant le XIXe siècle
Son nom célèbre des villages où se sont réfugiés les Acadiens sous la conduite de Charles Deschamps de Boishébert durant le déportation des Acadiens.
Les Micmacs avaient auparavant campé sur l'île pendant des centaines d'années. L'île est un bon exemple de forêt acadienne mûre, avec des pins blancs âgés de plus de 200 ans.

## Histoire
Avant la venue des Européens, Quoomeneegook (« Île aux Pins ») fut utilisé par les Micmacs comme campement et comme lieu de cérémonie. Une seigneurie fut concédée en 1636 à Nicolas Denys qui y exploita un poste de traite sur l'île.

## Culture
Le camp d'Espérance, ainsi que le nom « défiguré » de Beaubear Island sont mentionnés dans le recueil de poésie La terre tressée, de Claude Le Bouthillier.